# おはようまんが
おはようまんがは、かつて放送されたテレビ東京系列のテレビ北海道（TVh）で独自に編成されていたテレビアニメ再放送枠である。

## 概要
当番組は各系列局の新作・旧作を問わずアニメが再放送されていた（祝日では休止になることがある）。冠映像には「おはようまんが」の番組タイトルロゴが表示され、終了時刻では「おはようまんが おわり」と表示される）。場合によってエンディングテーマがカットされる作品もある。また非常に稀なケースとして本枠での放送が北海道での地上波初放送となったアニメ作品もあった。
2015年4月3日をもって『キテレツ大百科』の再放送を最後に廃枠。なお、7:30のアニメ枠は同年4月1日から帯番組であり情報番組・報道番組の「チャージ730!」に改編された為、20年以上放送され続けた7:30 - 8:30の2本のアニメ番組が幕を降ろすこととなった。後番組は「解決スイッチ」となったが、後に番組が改編され「朝のドラマ通り」枠（8:00 - 8:55）として韓国ドラマを放送している。
本枠終了後も、本枠と同時間帯に夏休みや冬休みなどの期間限定のアニメ再放送枠が設けられる事がある。

## 放送時間
（出典：）
| 放送期間   | 放送期間   | 放送時間（日本時間） | 放送時間（日本時間） | 放送時間（日本時間） | 放送時間（日本時間） | 放送時間（日本時間） | 備考     |
| 放送期間   | 放送期間   | 月曜                 | 火曜                 | 水曜                 | 木曜                 | 金曜                 | 備考     |
| ---------- | ---------- | -------------------- | -------------------- | -------------------- | -------------------- | -------------------- | -------- |
| 1990.04.02 | 1990.09.28 | 7:50 - 8:35（45分）  | 7:50 - 8:35（45分）  | 7:50 - 8:35（45分）  | 7:50 - 8:35（45分）  | 8:10 - 8:40（30分）  |          |
| 1990.10.01 | 1991.03.29 | 7:50 - 8:40（50分）  | 7:50 - 8:40（50分）  | 7:50 - 8:40（50分）  | 7:50 - 8:40（50分）  | 7:50 - 8:10（20分）  |          |
| 1991.04.01 | 1992.03.27 | 7:50 - 8:40（50分）  | 7:50 - 8:40（50分）  | 7:50 - 8:40（50分）  | 7:50 - 8:40（50分）  | 7:50 - 8:20（30分）  |          |
| 1992.03.30 | 1993.04.02 | 7:35 - 8:05（30分）  | 7:35 - 8:05（30分）  | 7:35 - 8:30（55分）  | 7:35 - 8:30（55分）  | 7:35 - 8:30（55分）  |          |
| 1993.04.05 | 1994.07.29 | 7:35 - 8:30（55分）  | 7:35 - 8:30（55分）  | 7:35 - 8:30（55分）  | 7:35 - 8:30（55分）  | 7:35 - 8:30（55分）  |          |
| 1994.08.01 | 1994.12.30 | 8:04 - 8:30（26分）  | 8:04 - 8:30（26分）  | 7:35 - 8:30（55分）  | 7:35 - 8:30（55分）  | 7:35 - 8:30（55分）  | [ 注 4 ] |
| 1995.01.09 | 1995.03.31 | 8:04 - 8:30（26分）  | 7:35 - 8:30（55分）  | 7:35 - 8:30（55分）  | 7:35 - 8:30（55分）  | 7:35 - 8:30（55分）  |          |
| 1995.04.03 | 1996.09.30 | 8:04 - 8:30（26分）  | 7:35 - 8:30（55分）  | 7:35 - 8:30（55分）  | 7:35 - 8:30（55分）  | 8:04 - 8:30（26分）  | [ 注 5 ] |
| 1996.10.01 | 1996.12.27 | 8:00 - 8:55（55分）  | 7:30 - 8:30（60分）  | 8:00 - 8:30（30分）  | 8:00 - 8:30（30分）  | 8:00 - 8:30（30分）  |          |
| 1997.01.06 | 1997.09.30 | 8:00 - 8:55（55分）  | 7:30 - 8:30（60分）  | 7:30 - 8:30（60分）  | 8:00 - 8:30（30分）  | 8:00 - 8:30（30分）  |          |
| 1997.10.01 | 1998.01.30 | 8:00 - 8:30（30分）  | 7:30 - 8:30（60分）  | 7:30 - 8:30（60分）  | 7:30 - 8:30（60分）  | 8:00 - 8:30（30分）  |          |
| 1998.02.02 | 1998.06.26 | 8:00 - 8:30（30分）  | 7:30 - 8:30（60分）  | 7:30 - 8:30（60分）  | 8:00 - 8:30（30分）  | 8:00 - 8:30（30分）  | [ 注 6 ] |
| 1998.06.29 | 1998.10.02 | 8:00 - 8:30（30分）  | 7:30 - 8:30（60分）  | 8:00 - 8:30（30分）  | 8:00 - 8:30（30分）  | 8:00 - 8:30（30分）  | [ 注 7 ] |
| 1998.10.05 | 1999.03.26 | 8:00 - 8:30（30分）  | 8:00 - 8:30（30分）  | 8:00 - 8:30（30分）  | 8:00 - 8:30（30分）  | 8:00 - 8:30（30分）  | [ 注 8 ] |
| 1999.03.29 | 2000.09.28 | 8:00 - 8:30（30分）  | 8:00 - 8:30（30分）  | 8:00 - 8:30（30分）  | 8:00 - 8:30（30分）  | （放送なし）         | [ 注 9 ] |
| 2000.10.01 | 2015.04.03 | 8:00 - 8:30（30分）  | 8:00 - 8:30（30分）  | 8:00 - 8:30（30分）  | 8:00 - 8:30（30分）  | 8:00 - 8:30（30分）  |          |

## 放送作品
太字は本枠による北海道での地上波初放送となったアニメ作品。

### NHK
- 未来少年コナン

### 日本テレビ系列
特記以外本放送はSTVで実施。
- ルパン三世 (TV第1シリーズ) - よみうりテレビ制作
- 元祖天才バカボン
- ベルサイユのばら[注 10]
- 金田一少年の事件簿 - よみうりテレビ制作

### テレビ朝日系列
特記以外本放送はHTBで実施。
- 星の王子さま プチ・プランス - ABC制作[注 11]。
- みつばちマーヤの冒険 - ABC制作
- あたしンち[注 12]

### TBS系列
本放送はHBCで実施。
- まんが世界昔ばなし[注 13]
- 少年アシベ
- トムとジェリー

### テレビ東京系列
開局前に制作された番組の本放送は道内他4局に分配されていた。
- とっとこハム太郎
- ポケットモンスター ダイヤモンド&パール
- キャプテン翼[注 14]
- 新テニスの王子様[注 15]
- イナズマイレブンGO クロノ・ストーン[注 16]
- ダンボール戦機W[注 16]
- ぼのぼの

### フジテレビ系列
特記以外本放送はUHBで実施
- キテレツ大百科[注 17]
- ジャングル大帝[注 18]
- ハクション大魔王[注 18]
- アルプスの少女ハイジ
- 世界名作劇場[注 19]
  - フランダースの犬
  - 母をたずねて三千里
  - あらいぐまラスカル
  - ペリーヌ物語[注 20]
  - 赤毛のアン
  - トム・ソーヤーの冒険
  - 家族ロビンソン漂流記 ふしぎな島のフローネ
  - 小公女セーラ[注 21]
  - 私のあしながおじさん[注 22]
  - 名犬ラッシー[注 23]
  - （こんにちは アン 〜Before Green Gables）
- タッチ
- ASTRO BOY 鉄腕アトム
- ワンサくん - 関西テレビ制作

### 毎日放送
- エースをねらえ! - NET系列時代の作品[注 24]。

### 衛星放送
- よばれてとびでて!アクビちゃん[注 25]
- エースをねらえ!2[注 26]
- 世界名作劇場 こんにちは アン 〜Before Green Gables[注 27]

など